# 552
| Calendário gregoriano                                                        | 552 DLII                        |
| Ab urbe condita                                                              | 1305                            |
| Calendário arménio                                                           | 0 – 1                           |
| Calendário bahá'í                                                            | -1292 – -1291                   |
| Calendário budista                                                           | 1096                            |
| Calendário chinês                                                            | 3248 – 3249                     |
| Calendário copta                                                             | 268 – 269                       |
| Calendário etíope                                                            | 544 – 545                       |
| Calendários hindus - Vikram Samvat - Calendário nacional indiano - Cáli Iuga | 607 – 608 473 – 474 3652 – 3653 |
| Calendário Holoceno                                                          | 10552                           |
| Calendário islâmico                                                          | 72 BH – 71 BH                   |
| Calendário judaico                                                           | 4312 – 4313                     |
| Calendário persa                                                             | 70 BP – 69 BP                   |
| Calendário rúnico                                                            | 802                             |
| Calendário solar tailandês                                                   | 1095                            |

552 foi um ano bissexto do século VI que teve início a uma segunda-feira e terminou a uma terça-feira, segundo o Calendário Juliano. As suas letras dominicais foram G e F.
| Ano completo                            |
| --------------------------------------- |
| Ano bissexto com início à segunda-feira |

## Eventos

### Europa
- 1 de julho — Batalha de Tagina: as forças bizantinas sob o comando de Narses derrotam os ostrogodos na Itália. Durante o combate, o rei Tótila é mortalmente ferido.
- Batalha de Asfeld: os Lombardos, liderados pelo rei Audoíno derrotam os Gépidas.
- Cínrico da Saxônia Ocidental captura Sorvioduno, em Salisbúria.
- Eutíquio se torna patriarca de Constantinopla.

### Ásia
- O budismo é trazido ao Japão, provavelmente por imigrantes da península coreana que introduziram um sistema de mercado.[1]
- Primeiro ano do Calendário arménio.
- Liang Yuan Di sucede Liang Yu Zhang Wang como governante chinês da Dinastia Liang.
- Os Goturcos estabelecem o Canato Turco, o primeiro estado turco conhecido sob a liderança de Bumin.

## Nascimentos
- Etelberto, rei de Kent e Bretwalda

## Mortes
- Bumin Khan, fundador do estado goturco
- 1 de Julho - Tótila, Rei dos Ostrogodos
- Menas, Patriarca de Constantinopla
- Santo Armel, bispo